# (15543) Elizateel
(15543) Elizateel (2000 DD96) – planetoida z grupy pasa głównego asteroid okrążająca Słońce w ciągu 4,24 lat w średniej odległości 2,62 j.a. Odkryta 29 lutego 2000 roku.